# Bjリーグプレイオフ
bjリーグプレイオフは、bjリーグの優勝決定トーナメントで大会正式名称は「TURKISH AIRLINES Presents bjリーグ 20??－??シーズン Play-Off FINALS」（2010-11シーズンまではFINAL4）である。bjリーグにおいては「プレイオフ」が正式な呼称である。

## 大会概要
- 主催：株式会社日本プロバスケットボールリーグ・株式会社フジテレビジョン
- 後援：読売新聞社（2011-12）
- 特別協賛（ファイナル4）
  - スポルディング（2005-06）
  - ECC総合教育機関（2006-07～2013-14）
  - TURKISH AIRLINES（2014-15～）

なお、カンファレンスセミファイナルにおいては上位チームが冠スポンサーを決めることができる。
- 大阪エヴェッサ・・・JINTAN116

## 概略
bjリーグはレギュラーシーズンとプレイオフによって順位を決定する。

### 変遷
2005-06~2006-07
セミファイナル2試合と3位決定戦及びファイナル（各1試合ずつのみ）が有明コロシアムで開催された。当初は幕張メッセで行う予定だった。
レギュラーシーズン上位4チームがプレイオフに進出。セミファイナルでは上位対下位に成る様に1位チームと4位チーム、2位チームと3位チームが其々、対戦した。
2007-08
2007-08年度よりカンファレンス制導入により、プレイオフもレギュレーションが変更になった。
各カンファレンスにおけるレギュラーシーズン1位は自動的にプレイオフ進出。レギュラーシーズン2位と3位で「ワイルドカードゲーム」を行い、その勝者がワイルドカードとしてプレイオフ進出。準決勝ではカンファレンス毎に、レギュラーシーズン1位とワイルドカードで対戦。セミファイナルまではいわゆるステップラダー方式となる。
ワイルドカードゲームはレギュラーシーズン2位のホームで行われる。セミファイナル以後は有明コロシアムで開催。全て一発勝負で勝敗が決される。
この大会ではプレイオフ全体でもっとも活躍した選手をブースター投票により決定。その選手に日清食品より「日清カップヌードル賞」としてカップヌードル1年分が贈呈される。
2008-09~2009-10
「カンファレンスセミファイナル（準々決勝）」と「ファイナル4」に分かれ、「ファイナル4」はさらに「カンファレンスファイナル（準決勝）」「3位決定戦」「ファイナル（決勝戦）」に分かれる。
カンファレンスセミファイナル
カンファレンスセミファイナルに進出できるのはレギュラーシーズンを勝ち上がった各カンファレンス4チーム。
日程及び会場については各球団ごとで調整の上決定となる。
カンファレンスセミファイナルは1位と4位、2位と3位の組み合わせにより、まず2戦を上位のホームで行い、2勝した方がファイナル4に進出する。
1勝1敗の場合は15分以上のインターバルを置いた後、5分ハーフ(合計10分)による第3戦の最終決定戦で決着を付ける。それでも決着が付かない場合には最終決定戦の延長戦で決着を付ける。
ファイナル4
ファイナル4は例年通り有明コロシアムで開催され、それぞれ一発勝負となる。
カンファレンスファイナルの勝者同士でファイナル、敗者同士で3位決定戦を行う。
2010-11
2009-10シーズンのルールを踏襲しつつ、ウェスタンの方がイースタンよりチーム数が多いという事情に対応した。
両カンファレンスにおいても、下位3チームにならなければ優勝のチャンスがある。
- ウェスタンカンファレンス

「カンファレンスファーストラウンド（いわばカンファレンス"クウォーター"ファイナル）」「カンファレンスセミファイナル」を勝ち進むと「ファイナル4」に進出できる。
プレーオフに進出できるのはレギュラーシーズンを勝ち上がった6チーム。この内上位2チームは無条件で「カンファレンスセミファイナル」に進出でき、残りの4チームは「カンファレンスファーストラウンド」から有明を目指す。
- イースタンカンファレンス

従来通り、「カンファレンスセミファイナル」を勝ち進むと「ファイナル4」に進出できる。
カンファレンスセミファイナルに進出できるのはレギュラーシーズンを勝ち上がった4チーム。
カンファレンスファーストラウンド(ウェスタンのみ)
日程及び会場については各球団ごとで調整の上決定となる。
カンファレンスファーストラウンドは3位と6位、4位と5位の組み合わせにより、まず2戦を上位のホームで行い、2勝した方がファイナル4に進出する。
1勝1敗の場合は15分以上のインターバルを置いた後、5分ハーフ(合計10分)による第3戦の最終決定戦で決着を付ける。それでも決着が付かない場合には最終決定戦の延長戦で決着を付ける。
カンファレンスセミファイナル
日程及び会場については各球団ごとで調整の上決定となる。
(ウェスタン)カンファレンスセミファイナルは1位とファーストラウンドの勝者の内下位のチーム、2位とファーストラウンドの勝者の内上位のチームの組み合わせにより、まず2戦を上位のホームで行い、2勝した方がファイナル4に進出する。
(イースタン)カンファレンスセミファイナルは1位と4位、2位と3位の組み合わせにより、まず2戦を上位のホームで行い、2勝した方がファイナル4に進出する。
1勝1敗の場合は15分以上のインターバルを置いた後、5分ハーフ(合計10分)による第3戦の最終決定戦で決着を付ける。それでも決着が付かない場合には最終決定戦の延長戦で決着を付ける。
ファイナル4
「ファイナル4」はさらに「カンファレンスファイナル（準決勝）」「3位決定戦」「ファイナル（決勝戦）」に分かれる。
ファイナル4は例年通り有明コロシアムで開催され、それぞれ一発勝負となる。
カンファレンスファイナルの勝者同士でファイナル、敗者同士で3位決定戦を行う。
ファイナルで勝利したチームがbjリーグ優勝チームとなる。優勝チームにはチャンピオントロフィーと同ペンダント、副賞として賞金300万円が贈られる。更に08-09シーズンからアメリカのNBAに因んで同リングが贈られる。
2011-12
2010-11シーズンのウエスタンでのルールをイースタンにも踏襲した。なお、この内上位2チームは無条件で「カンファレンスセミファイナル」に進出でき、残りの4チームは「カンファレンスファーストラウンド」から有明を目指す。

### 現行の方式（2015-16）
両カンファレンスのレギュラーシーズンの上位8チームがプレーオフに進出できる。「カンファレンスファーストラウンド」はこの内上位4チームはホーム開催権が与えられ、1位チームは8位、2位チームは7位、3位チームは6位、4位チームは5位と戦う。
「カンファレンスファーストラウンド（いわばカンファレンス"クウォーター"ファイナル）」「カンファレンスセミファイナル」を勝ち進むと「ファイナル4」に進出できる。
プレーオフに進出できるのはレギュラーシーズンを勝ち上がった8チーム。
カンファレンスファーストラウンド
カンファレンスセミファイナル
ルールについては2015-16シーズンウェスタンのルールを参照されたい。
ファイナル4方式はヨーロッパバスケットボールのユーロリーグを参考にしたものとされる。
プレイオフMVP
それまでリーグMVPはレギュラーシーズン・プレイオフ通じて決定していたが、2008-09よりそれぞれ別々のMVPを決定することになった。

## 各年度のプレイオフ
（）内はレギュラーシーズン順位
| シーズン | 開催日      | 優勝          | 決勝     | 準優勝        |               | 3位      | 3決           | 4位 |
| -------- | ----------- | ------------- | -------- | ------------- | ------------- | -------- | ------------- | --- |
| 2005-06  | 4月29・30日 | 大阪（1位）   | 74 - 64  | 新潟（2位）   | 東京（3位）   | 93 - 88  | 仙台（4位）   |     |
| 2006-07  | 4月21・22日 | 大阪（1位）   | 94 - 78  | 高松（3位）   | 大分（4位）   | 90 - 72  | 新潟（2位）   |     |
| 2007-08  | 5月3・4日   | 大阪（西1位） | 66 - 56  | 東京（東2位） | 仙台（東1位） | 95 - 91  | 福岡（西3位） |     |
| 2008-09  | 5月16・17日 | 沖縄（西1位） | 89 - 82  | 東京（東2位） | 浜松（東1位） | 91 - 85  | 大阪（西2位） |     |
| 2009-10  | 5月22・23日 | 浜松（東1位） | 84 - 56  | 大阪（西1位） | 沖縄（西2位） | 82 - 75  | 新潟（東3位） |     |
| 2010-11  | 5月21・22日 | 浜松（東1位） | 82 - 68  | 沖縄（西1位） | 大阪（西2位） | 85 - 75  | 新潟（東4位） |     |
| 2011-12  | 5月19・20日 | 沖縄（西1位） | 89 - 73  | 浜松（東1位） | 横浜（東2位） | 75 - 66  | 京都（西3位） |     |
| 2012-13  | 5月18・19日 | 横浜（東2位） | 101 - 90 | 福岡（西2位） | 京都（西5位） | 79 - 72  | 新潟（東1位） |     |
| 2013-14  | 5月24・25日 | 沖縄（西1位） | 103 - 89 | 秋田（東3位） | 富山（東1位） | 84 - 62  | 京都（西2位） |     |
| 2014-15  | 5月23・24日 | 浜松（西3位） | 71 - 69  | 秋田（東1位） | 滋賀（西4位） | 82 - 75  | 岩手（東2位） |     |
| 2015-16  | 5月14・15日 | 沖縄（西2位） | 86 - 74  | 富山（東1位） | 秋田（東3位） | 122 - 74 | 京都（西1位） |     |

## 放送について
GAORAでは当初より全試合中継を行っており、2005-06グランドファイナルは生中継を決行した。
BSフジでは2006-07の3位決定戦及びグランドファイナルを生中継し、2007-08は全4試合生中継。2006-07はフジテレビでも5月3日にダイジェスト版が放送される。
2008-09はGAORA・BSフジとも生中継。ファイナルはフジテレビでも同日深夜録画される他、沖縄のファイナル進出に伴い沖縄テレビ放送でも同時間帯ネットが決まった。浜松戦もテレビ静岡で中継。
2009-10も生中継（GAORAのイースタン・カンファレンスファイナルを除く）。
2011-12はBSフジでの衛星放送独占中継となり、3位決定戦を録画、それ以外を生中継した。
また、2006-07よりバスケットボールジャパンTVでも全試合生中継し、後日VOD配信する。

## 備考
- 2011-12シーズンまで7シーズンすべてレギュラーシーズン全体最高勝率チームがプレイオフも制覇（完全優勝）していたが、2012-13シーズンは両カンファレンス2位同士の決勝進出となり、全体最高勝率だった沖縄はファイナルズ自体に進出できなかった。
- 新規参入チームがファイナルズ進出を果たしたのは過去4度あったが、2006-07の高松の準優勝が最高成績であり、カンファレンス制導入後の決勝進出はない。